# Cristian Mungiu

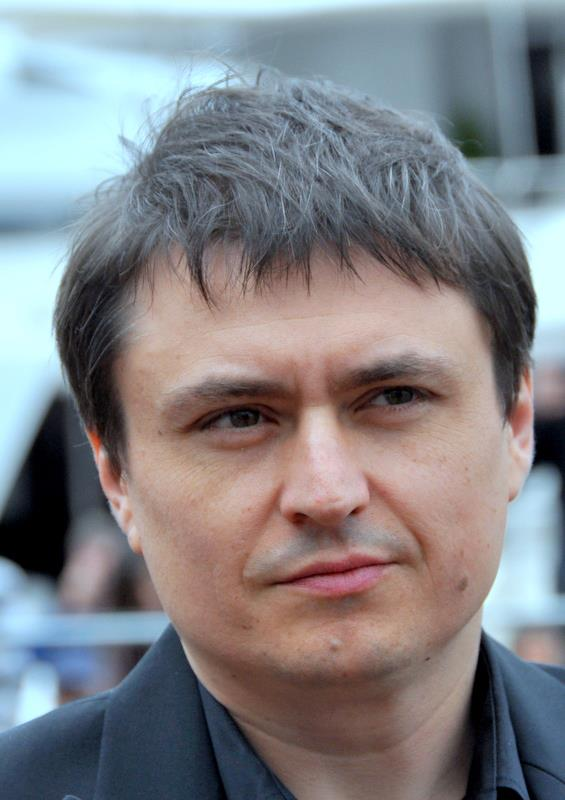
Cristian Mungiu bei der Premiere seines Films Jenseits der Hügel in Cannes (2012)

Cristian Mungiu (* 27. April 1968 in Iași) ist ein rumänischer Filmregisseur, Drehbuchautor und Filmproduzent. Einem breiten Publikum wurde er durch seinen Spielfilm 4 Monate, 3 Wochen und 2 Tage (2007) bekannt, der unter anderem mit der Goldenen Palme der Filmfestspiele von Cannes und dem Europäischen Filmpreis ausgezeichnet wurde.

## Leben
Cristian Mungiu wurde 1968 in Iași, im Nordosten Rumäniens geboren. Der Arztsohn studierte Englische Literatur an der Universität seiner Heimatstadt. Daraufhin arbeitete Mungiu einige Jahre als Lehrer, Journalist und Radiomoderator, ehe er sich dazu entschloss, Filmwissenschaft an der Hochschule für Theater und Film in Bukarest zu studieren. Sein Filmstudium schloss er im Jahr 1998 ab. Im selben Jahr war er als erster Regieassistent an den Dreharbeiten zu dem in Rumänien abgedrehten kanadischen Abenteuerfilm Teen Knight – Zurück ins Mittelalter beteiligt, dem wenig später der Posten als zweiter Regieassistent bei Radu Mihăileanus vielfach prämierten Weltkriegsdrama Zug des Lebens (1998) folgte.
Zwei Jahre später versuchte sich Mungiu als Filmregisseur an ersten Kurzfilmdramen, darunter Zapping, Nici o întâmplare und Corul pompierilor, für die er auch die Drehbücher verfasste, und arbeitete in der Werbebranche. Ersten Erfolg als Filmemacher ebnete ihm im Jahr 2002 sein erster Spielfilm Okzident, eine zwischen Komödie und Drama angesiedelte Sozialstudie über die Zukunftshoffnungen junger Menschen im postkommunistischen Rumänien. Die Variety wies auf den unauffälligen schwarzen Humor in der ersten Hälfte des Films hin, der die einzelnen Handlungsstränge zusammenhalte und eine historische Perspektive verleihe, und lobte Okzident für sein robustes Schauspielensemble aus Theater- und Leinwandakteuren.
Der Film war 2002 bei den Filmfestspielen von Cannes in der Reihe Quinzaine des Realisateurs vertreten, wurde auf dem Filmfestival von Thessaloniki und ein Jahr später auf dem Festival International du Films d'Amour im belgischen Mons mit Preisen ausgezeichnet. 2005 folgte mit Lost and Found ein über das Thema „Generation“ handelnder Kompilationsfilm mit Kurzfilmen junger Nachwuchsregisseure aus Osteuropa, zu dem Cristian Mungiu, auf Einladung der Kulturstiftung des Bundes, die Episode Turkey Girl (dt. Titel: Das Mädchen und der Truthahn) beisteuerte. Hier stellte der Filmemacher eine junge Rumänin in den Mittelpunkt, die die teure Operation ihrer Mutter in Bukarest unter anderem durch das Versetzen ihres geliebten Truthahns zu finanzieren versucht.

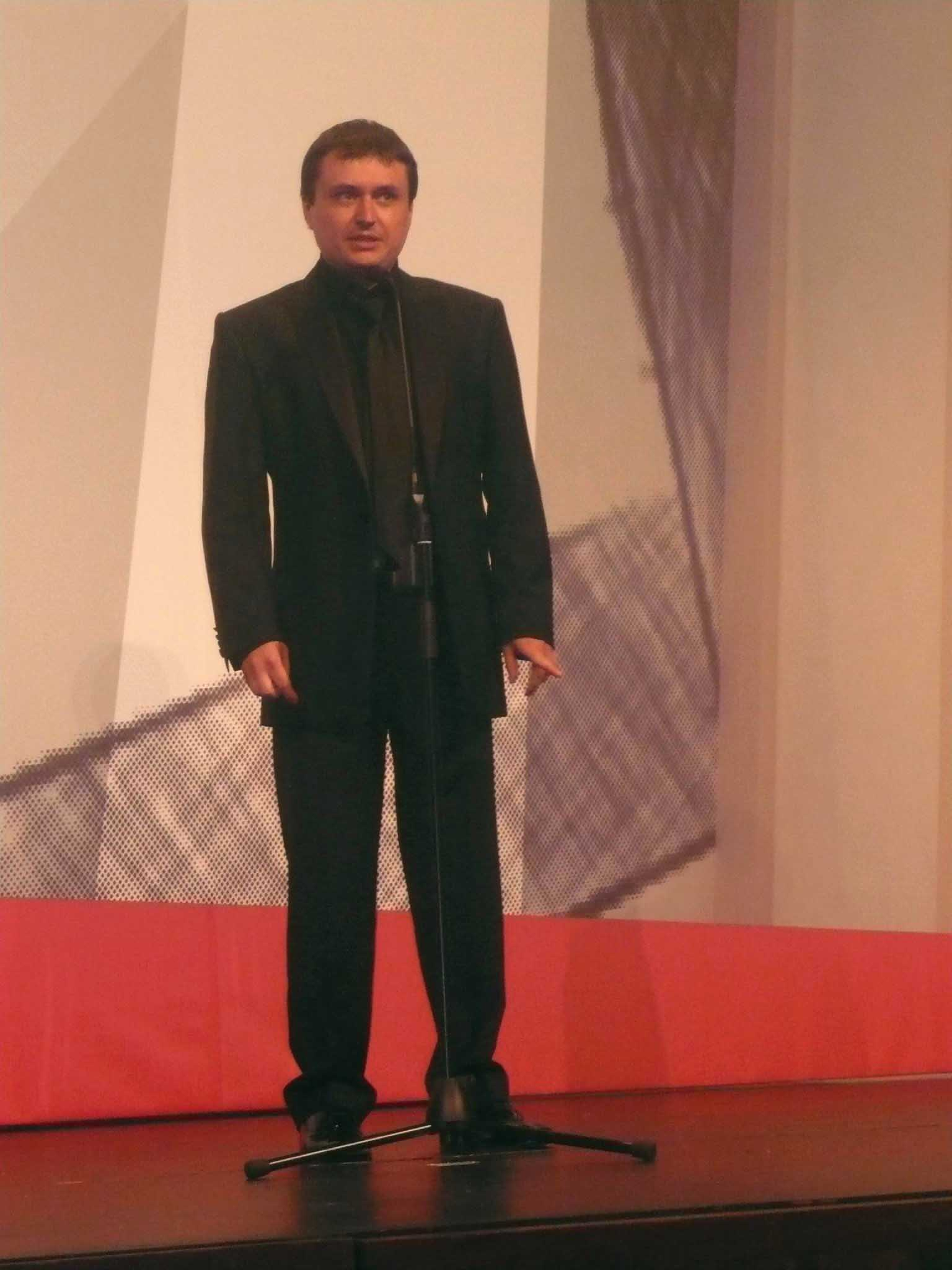
Mungiu im Jahr 2007

Seinen Durchbruch als Filmregisseur feierte Cristian Mungiu, der mit der Bukarester Mobra Films über eine eigene Produktionsfirma verfügt, 2007 mit seinem zweiten Spielfilm 4 luni, 3 săptămâni și 2 zile (dt.: 4 Monate, 3 Wochen und 2 Tage). Das Werk zeigt vor dem Hintergrund des Ceaușescu-Regimes im Jahr 1987 die Geschichte zweier rumänischer Studentinnen (gespielt von Anamaria Marinca und Laura Vasiliu) auf, die sich mit dem Problem einer ungewollten Schwangerschaft konfrontiert sehen. 4 luni, 3 săptămâni și 2 zile erlebte seine Welturaufführung 2007 auf den 60. Filmfestspielen von Cannes, wo der Film im Wettbewerb um die Goldene Palme vertreten war. Für das von deutschen Filmkritikern als „magenerschütternd“, „beklemmend“, „stark“ und „großartig besetzt“ bewertete Drama, Teil einer geplanten Reihe mit dem Titel „Geschichten aus dem Goldenen Zeitalter“, gewann Mungiu den FIPRESCI-Preis der internationalen Filmkritiker und als erster rumänischer Filmregisseur die Goldene Palme für den besten Film des Festivals. Wenige Monate später wurde Mungius Film als offizieller rumänischer Beitrag für die Nominierung um den besten nichtenglischsprachigen Film bei der Oscar-Verleihung 2008 ausgewählt und gewann den Europäischen Filmpreis 2007 in den Kategorien Film und Regie.
Bei der Auswertung von 4 Monate, 3 Wochen und 2 Tage in Rumänien sah sich Cristian Mungiu mit dem Problem der geringen Zahl an Kinos konfrontiert. Daraufhin beschloss er seinen Film mit einer aus Deutschland geliehenen Projektionsausrüstung selbst zu vertreiben. Durch private Spenden finanzierte er einen Wohnwagen, der die größeren Städte Rumäniens anfuhr, in denen es keine Filmtheater mehr gab.
2009 blickte Mungiu mit der Komödie Amintiri din Epoca de Aur (dt.: „Geschichten aus dem Goldenen Zeitalter“) erneut auf die Ceaușescu-Jahre zurück. Der mit vier weiteren Regisseuren inszenierte Film feierte seine Premiere auf den 62. Filmfestspielen von Cannes 2009, wo dieser eine Einladung in die Nebensektion Un Certain Regard erhielt. „Die ersten rumänischen Filme über den Kommunismus, die direkt nach dem Fall der Berliner Mauer gemacht wurden, waren sehr schlecht – die Figuren nichts weiter als Sprachrohre für die Ansichten ihrer Regisseure. Heute machen wir Filme über diese Epoche mit sehr viel weniger Zorn. Der Humor hat den Rumänen geholfen, diese Zeit zu überstehen, also ist Humor, haben wir gedacht, auch eine mögliche Art, darauf zurückzublicken“, so Mungiu. 2010 folgte die Arbeit am Drehbuch für Bogdan George Apetris Spielfilm Periferic.
Fünf Jahre nach dem Erfolg von 4 Monate, 3 Wochen und 2 Tage stellte Mungiu 2012 mit Jenseits der Hügel (englischsprachiger Festivaltitel: Beyond the Hills) wieder ein Spielfilm-Projekt als alleinverantwortlicher Regisseur und Drehbuchautor fertig. Das Werk, koproduziert von Jean-Pierre und Luc Dardenne, erzählt von zwei Frauen, die in einem Waisenhaus in Rumänien aufgewachsen sind. Während die eine nach Deutschland reist, entscheidet sich die andere für ein Leben in einem orthodoxen Konvent in der Heimat. Nach Rumänien zurückgekehrt, versucht die Frau ihre Freundin zur Übersiedlung nach Deutschland zu überreden, muss sich aber gegen die Priesterschaft erwehren und wird der Besessenheit verdächtigt. Mungiu wurde bei seinem Skript von den Sachbüchern der rumänischen Autorin Tatiana Niculescu Bran inspiriert. Jenseits der Hügel brachte ihm 2012 seine zweite Einladung in den Wettbewerb der Filmfestspiele von Cannes ein, wo er den Drehbuchpreis erhielt, während die beiden Kinodebütantinnen Cristina Flutur und Cosmina Stratan mit dem Darstellerpreis geehrt wurden. Im selben Jahr folgte eine Nominierung für den Europäischen Filmpreis als bester Drehbuchautor.
2013 wurde er in die Wettbewerbsjury der 66. Internationalen Filmfestspiele von Cannes berufen.
2016 erhielt Mungiu für Bacalaureat seine dritte Einladung in den Wettbewerb der 69. Internationalen Filmfestspiele von Cannes, wo er den Regiepreis gewann. Ein Jahr später wurde er als Jurypräsident für den Kurzfilmwettbewerb und die Reihe Cinéfondation der 70. Filmfestspiele von Cannes ausgewählt.
Im Jahr 2022 wurde er für sein Drama R.M.N. zum vierten Mal in den Wettbewerb des Filmfestivals von Cannes eingeladen.
Im Jahr 2025 wurde Mungiu in die Wettbewerbsjury der 82. Filmfestspiele von Venedig berufen.

## Filmografie

### Filmregisseur
- 2000: Zapping (Kurzfilm)
- 2000: Nici o întâmplare (Kurzfilm)
- 2000: Corul pompierilor (Kurzfilm)
- 2002: Okzident (Occident)
- 2005: Lost and Found (Fernsehserie, Episode Turkey Girl)
- 2007: 4 Monate, 3 Wochen und 2 Tage (4 luni, 3 săptămâni și 2 zile)
- 2009: Amintiri din Epoca de Aur
- 2012: Jenseits der Hügel (După dealuri)
- 2016: Bacalaureat
- 2022: R.M.N.

### Drehbuchautor
- 2000: Zapping (Kurzfilm)
- 2000: Nici o întâmplare (Kurzfilm)
- 2000: Corul pompierilor (Kurzfilm)
- 2002: Okzident (Occident)
- 2005: Lost and Found (Fernsehserie, Episode Turkey Girl)
- 2007: 4 Monate, 3 Wochen und 2 Tage (4 luni, 3 săptămâni și 2 zile)
- 2009: Amintiri din Epoca de Aur
- 2012: Jenseits der Hügel (După dealuri)
- 2016: Bacalaureat
- 2022: R.M.N.

### Filmproduzent
- 2005: București-Berlin (Kurzfilm)
- 2009: Amintiri din Epoca de Aur
- 2012: Jenseits der Hügel (După dealuri)
- 2016: Bacalaureat
- 2016: 6.9 pe scara Richter
- 2016: Skugos (Kurzfilm)
- 2018: Lemonade
- 2018: The Sisters Brothers (Associate Producer)
- 2018: Hackerville (Fernsehserie)
- 2020: Tuff Money (Fernsehserie)
- 2021: The Father Who Moves Mountains (Tata muta muntii)
- 2021: La civil (Koproduzent)
- 2022: Ruxx (Fernsehserie)

## Auszeichnungen
- 2002: Publikumspreis des Internationalen Filmfestivals Thessaloniki für Okzident
- 2002: Transilvania Trophy des Transilvania International Film Festival für Okzident
- 2003: FIPRESCI-Preis auf dem Sofia International Film Festival für Okzident
- 2003: Grand Prix und Prix Meuter-Titra des Mons International Festival of Love Films für Okzident
- 2005: Burgas-Gemeindepreis Silberne Seemöwe auf dem Sofia International Film Festival für Lost and Found
- 2007: Goldene Palme und FIPRESCI-Preis der Internationalen Filmfestspiele von Cannes für 4 Monate, 3 Wochen und 2 Tage
- 2007: Bronzenes Pferd des Stockholm International Film Festival für 4 Monate, 3 Wochen und 2 Tage
- 2007: Europäischer Filmpreis für 4 Monate, 3 Wochen und 2 Tage (Bester Film, Beste Regie)
- 2007: Grand Prix de la FIPRESCI für 4 Monate, 3 Wochen und 2 Tage
- 2007: Hollywood World Award des Hollywood Film Festival für 4 Monate, 3 Wochen und 2 Tage
- 2008: Preis des Sofia International Film Festival für 4 Monate, 3 Wochen und 2 Tage (Bester Film vom Balkan)
- 2008: Preis der Argentinischen Filmakademie für 4 Monate, 3 Wochen und 2 Tage (Bester ausländischer Film)
- 2008: Los Angeles Film Critics Association Award für 4 Monate, 3 Wochen und 2 Tage (Bester fremdsprachiger Film)
- 2009: Chlotrudis Award für 4 Monate, 3 Wochen und 2 Tage (Bestes Drehbuch)
- 2009: Turia-Preis für 4 Monate, 3 Wochen und 2 Tage (Bester ausländischer Film)
- 2012: Drehbuchpreis der Internationalen Filmfestspiele von Cannes für Jenseits der Hügel
- 2016: Regiepreis der Internationalen Filmfestspiele von Cannes für Bacalaureat